# Lila Dulali
Lila Dulali (* 1938 in Parvatipuram, Andhra Pradesh; † 3. Mai 2005 in Koraput, Orissa) war eine indische Theater- und Filmschauspielerin.
Dulali hatte ihren ersten Auftritt 1948 als Kind im „Annapurna Theatre“. Sie trat im Laufe ihrer Karriere in etwa 200 Theaterstücken und in 50 Filmen auf. Häufig wirkte sie in Filmen von Nitai Palit mit, so in Bhai Bhai (1956), in Kie Kahara (1968) und in Bandhan (1969). Sie spielte in Prabhat Mukherjees Oriya-Filmen Nua Bou (1962) und Sadhana (1964) und stand mehrfach neben dem Oriya-Star Prashanta Nanda vor der Kamera, darunter in den Filmen Nua Bou und Bandhan. Lila Dulali starb an Herzversagen im Krankenhaus der Distriktshauptstadt Koraput.